# Вовчине (Мядельський район)
Вовчине (біл. вёска Ваўчіна) — село в складі Мядельського району Мінської області, Білорусь. Село підпорядковане Сирмезькій сільській раді, розташоване в північній частині області.